# .bl
.bl 是一個預留給聖巴泰勒米（Saint-Barthélemy）的國家及地區頂級域 (ccTLD)，以配合在2007年9月21日，ISO 3166維護機構把ISO 3166-1 alpha-2的“BL”分配給從瓜德羅普脫離開來的圣巴泰勒米。圣巴泰勒米自2007年7月15日，從瓜德羅普脫離開來，成為法國的一個新海外領地（collectivité d'outre-mer）。現時圣巴泰勒米仍使用瓜德羅普島的國家及地區頂級域 .gp 或法國的國家頂級域 .fr.

## 外部連結
- IANA .bl whois information（页面存档备份，存于）